# ケビン・オアー
ケビン・オアー（Kevin Orr、1968年6月29日 - ）は、アメリカ合衆国の車いすラグビー指導者。アメリカ合衆国アラバマ州アラバスター出身。2017年から2023年7月まで車いすラグビー日本代表ヘッドコーチを務めた。

## 略歴
パラリンピック陸上競技アメリカ合衆国代表選手としてソウルパラリンピックに出場して800ｍ走・5000ｍ走銅メダル獲得。
現役引退後、車いすラグビーアメリカ合衆国代表・車いすラグビーカナダ代表のコーチを経て、2017年、車いすラグビー日本代表のヘッドコーチに就任。
2021年、東京パラリンピック大会でヘッドコーチとして日本代表を2大会連続メダル獲得に貢献。
2023年7月2日にアジア・オセアニア チャンピオンシップで優勝し、2024年パリパラリンピックの出場枠を獲得した。この試合をもって、日本代表ヘッドコーチを退任した。